# Lymantria nobunaga
Lymantria nobunaga este o specie de molii din genul Lymantria, familia Lymantriidae, descrisă de Nagano 1909 Conform Catalogue of Life specia Lymantria nobunaga nu are subspecii cunoscute.